# Bonjour Tristesse (película de 1958)
Bonjour Tristesse (Buenos días, tristeza), es una película de Otto Preminger del año 1958. En ella actúan David Niven, Deborah Kerr y Jean Seberg. Está basada en la novela Bonjour tristesse, premio de la crítica francesa 1954, escrita por Françoise Sagan, cuyo título se inspira en un poema de Paul Éluard.
La película está protagonizada por Deborah Kerr, David Niven, Jean Seberg, Mylène Demongeot y Geoffrey Horne, y presenta a Juliette Gréco, Walter Chiari, Martita Hunt y Roland Culver. Fue lanzada por Columbia Pictures. Esta película tenía secuencias en color y en blanco y negro, una técnica inusual para la década de 1950, pero ampliamente utilizada en películas mudas y películas de sonido temprano.

## Trama
En la Riviera francesa, Cécile es una joven decadente que vive con su rico padre playboy, Raymond. Anne, una amiga madura y culta de la difunta esposa de Raymond, llega a la villa de Raymond para visitarla. Anne y Raymond se vuelven cercanos, pero Cécile descubre que Anne amenaza con reformar la forma de vida indisciplinada que ha compartido con su padre.
A pesar de sus promesas de fidelidad a Anne, Raymond no puede renunciar a su vida de playboy. Ayudada por Elsa, la joven y exuberante amante de Raymond, Cécile hace todo lo posible para romper la relación con Anne. La combinación del desdén de la hija y el desenfreno del padre lleva a Anne a un trágico final.